# Рандомізований експеримент
Рандомізований експеримент (англ. Randomized experiment) —— це експеримент, що забезпечує більшу надійність та валідність статистичних оцінок впливу явищ, що досліджуються.  Висновки базовані на рандомізації є особливо важливими при плануванні експерименту  та при формуванні експериментальних груп.

## Загальні відомості
В статистичній теорії планування експериментів, рандомізація включає випадковий  розподіл об'єктів експерименту між досліджуваними групами. Наприклад, якщо експеримент порівнює нові ліки із стандартними, тоді пацієнти повинні бути розподілені випадковим чином між двома групами: групою, що приймає нові ліки та контрольною групою, що приймає стандартні ліки. Рандомізація зменшує зміщення урівнюючи інші фактори, які не можуть бути явно враховані при плануванні експерименту (відповідно до закону великих чисел).
Рандомізація дослідження в клінічних випробуваннях породжує етичні проблеми. У деяких випадках, рандомізація зменшує можливості щодо лікування хворих. 

## Історія
Рандомізовані експерименти поширилися у психології та освіті наприкінці 19 століття завдяки винахіднику рандомізованого експерименту Чарльзу Пірсу, хоча є відомості, що рандомізовані експерименти застосовувалися і раніше. Поза психологією та освітою, рандомізовані експерименти були популяризовані Рональдом Фішером у його книзі "Статистичні методи для дослідників" (англ. Statistical Methods for Research Workers), що також впровадило додаткові принципи планування експерименту.